# Bissulfito de potássio
Hidrogeno sulfito de potássio ou bissulfito de potássio é um composto químico com a fórmula química KHSO3. Usado durante a produção de bebidas alcoólicas como agente esterilizante. É um aditivo alimentar aprovado pela União Europeia e classificado como E228 (Número E).
Como aditivo alimentar, na legislação brasileira, apresenta um limite máximo de utilização de 0,03 g de por 100g ou 100mL como conservante em polpas e pures de vegetais e de 0,004 g (como SO2) por 100g ou 100mL como conservante em bebidas não alcoólicas e não gaseificadas.
É comercializado também na forma de solução que requer determinados cuidados.